# Navajo County
Navajo County er et amerikansk county (amt) i delstaten Arizona, USA, med hovedsæde i Holbrook.
Navajo County blev dannet den 21. marts 1895 som den sidste del af den Territoriale deling. Det, som nu er Navajo County, var først en del af Yavapai County, men i 1879 blev området tilføjet til det nyoprettede Apache County. Med tiden blev det til Navajo County med hovedsæde i Holbrook, grundlagt i 1881.
Navajo County er delt i to områder af Mogollon Rim.
Højlandet i den nordlige del er et barsk, ørkenlignende landskab med øde toppe og smalle plateauer.
Den sydlige del er et øde bjergområde, stærkt bevokset med pinjetræer og ponderosa-fyrretræer.
I den nordlige del ligger Kayenta, et voksende Navajo-samfund, grundlagt i 1909 som handelsstation, ved indgangen til Monument Valley.
Længere mod syd ligger Hopi-reservatet, som er helt omringet af Navajo-reservatet. Hopi-landsbyen Oraibi er en af de ældste bebyggelser i USA.

## Personer fra Navajo County
- Deb Haaland (1960-), politiker i Regeringen Joe Biden, indenrigsminister[1]